# Páni z Ledské
Absolonové z Ledské jsou stará česká vladycká rodina, pocházející z východních Čech. Jejich rodinným sídlem byla tvrz Ledská, severně od Kostelce nad Orlicí ve východních Čechách, kde jsou písemně doloženi od poloviny 15. století.

## Historie
Jméno jednoho z prvních členů rodu Absolon nakonec tak zdomácnělo, že se stalo rodovým příjmením. Za předka rodu Absolonů z Ledské je považován jistý Jan Kuchynka, který se uvádí v souvislosti s tvrzí již v 15. století. Jeho potomci vlastnili poblíž Vysokého Mýta tzv. „šosovní“ zboží (nepodléhající dani), o které však brzy přišli. Jako majitel Ledské je uváděn i Jan starší z Ledské. Absolonové zakoupili majetek i u Rychnova nad Kněžnou (např. Ježkovice), který ale také brzy prodali. Václav Absolon je ještě v roce 1565 uváděn jako majitel Ledské (dnes obec Velká Ledská), ale jeho potomek prodal Ledskou své příbuzné Marianě. Na počátku 16. století rod vymřel.
Jako poslední příslušník tohoto rodu se uvádí Mikuláš Absolon z Ledské, který zdědil veškerý majetek po svém synovci Janovi, který zemřel bezdětný. Protože byl posledním příslušníkem rodu (jak se historikové domnívají), přepustil část majetku druhé Janově ženě Johance z Radče a zbývající díl v Hoděčíně a Ledské v roce 1612 prodal.
Příbuzným rodem byli páni Chorinští z Ledské, kteří se od Absolonů oddělili v roce 1481.

## Erb
V černo-stříbrně štípeném štítě jsou dva býčí rohy opačných barev, se sloními troubami a se třemi račími klepety postrkanými na vnější straně. Kolčí helma je s točenicí (někdy i korunovaná) a černo-stříbrnými přikryvadly. Klenot má rohy ze štítu, vpravo je černý, vlevo stříbrný.